# Krispy Kreme
Krispy Kreme er en amerikansk kæde af donutbutikker med base i Charlotte, North Carolina. De serverer donuts og kaffe. Krispy Kreme opererer i Storbritannien, Irland, Tyrkiet og Schweiz i Europa.